# ۱-ایندانون
۱-ایندانون (به انگلیسی: 1-Indanone) ترکیبی آلی با فرمول شیمیایی C۶H۴(CH۲)۲CO است. این ماده یکی از دو ایزومر بنزوسیکلوپنتانون‌ها است، دیگری ۲-ایندانون است. ۱-ایندانون یک جامد بی‌رنگ می‌باشد که یک سوبسترا برای آنزیم ایندانول دهیدروژناز محسوب می‌شود.

## فرآوری
این ماده توسط اکسایش ایندان یا ایندن تهیه می‌شود. همچنین می‌توان آن را با حلقه‌زایی فنیل‌پروپیونیک اسید تهیه کرد.